# 静岡県道415号日坂沢田線
静岡県道415号日坂沢田線（しずおかけんどう415ごう にっさかさわだせん）は、静岡県掛川市日坂から同市沢田に至る一般県道である。

## 概要

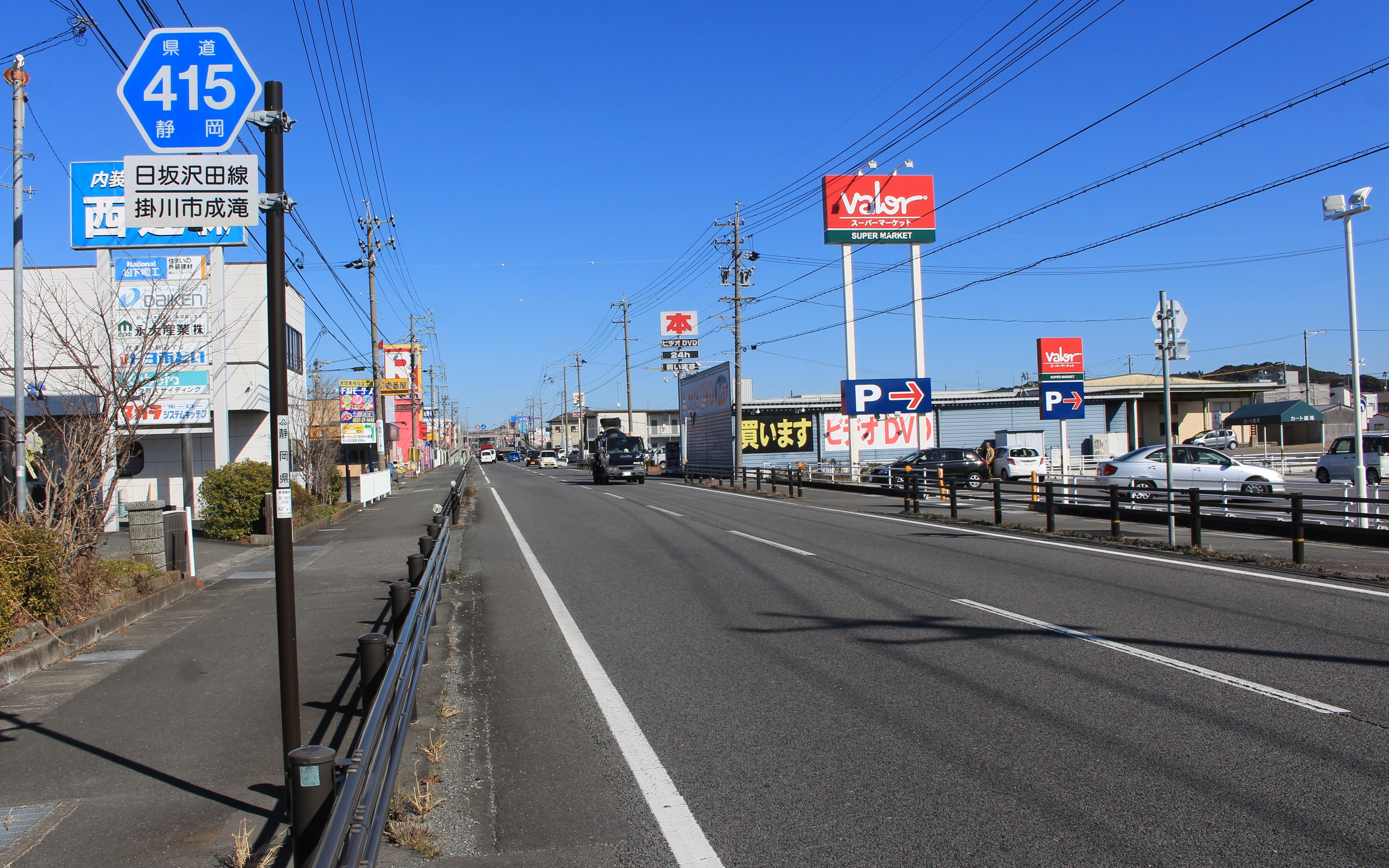
静岡県道415号日坂沢田線、掛川市成滝

国道1号の旧道にあたる。

### 路線データ
静岡県告示に基づく起終点および重要な経過地は以下のとおり。
- 起点 : 静岡県掛川市日坂（掛川市日坂字田ノ谷551番の12[2] : 日坂I.C＝国道1号交点）
- 終点 : 静岡県掛川市沢田（掛川市沢田字六の坪108番[1] : 沢田I.C＝国道1号交点）
- 重要な経過地 : なし

## 歴史
国道1号として役割をはたしてきたが、日坂バイパス西側（44工区）の開通によって旧道の日坂I.C - 八坂I.Cが静岡県へ移管されるのに伴い、2000年（平成12年）7月4日に静岡県道415号日坂八坂線として認定された。その後、掛川バイパスの旧道が静岡県に移管されるのを機に日坂八坂線を廃止するとともに、両区間を併せて2015年（平成27年）4月1日に静岡県道415号日坂沢田線として認定された。なお、日坂インターチェンジより東側の旧道は国道1号のままである。
また、旧東海道の日坂宿の南側を迂回する道路は1951年（昭和26年）に出来たものである。

## 地理

### 交差する道路
- 国道1号（日坂バイパス） : 掛川市日坂

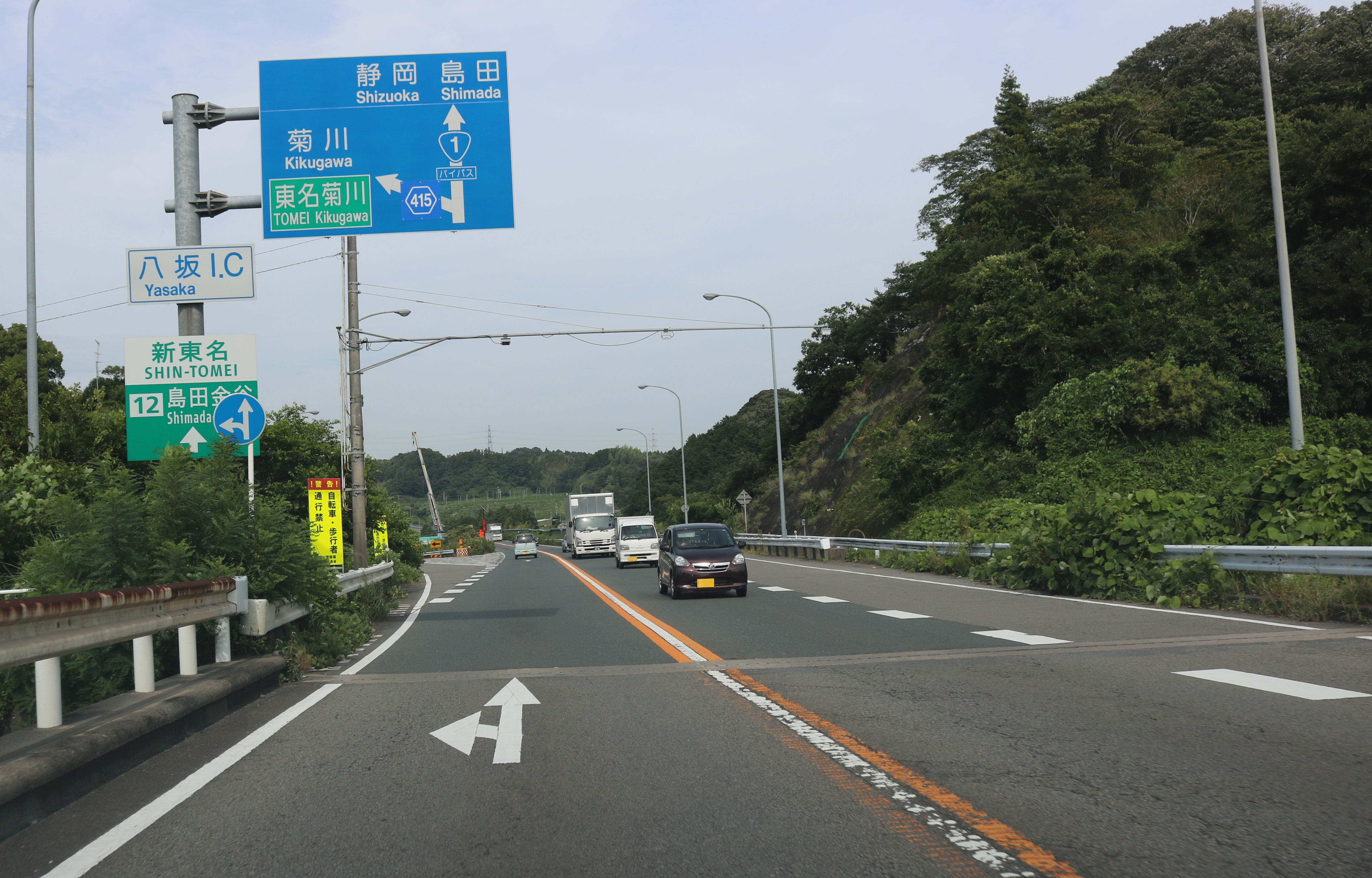
国道1号（掛川バイパス）との八坂インターチェンジ 、掛川市八坂にて

- 国道1号（日坂バイパス・掛川バイパス） : 掛川市八坂
- 静岡県道250号菊川停車場伊達方線 : 掛川市八坂
- 静岡県道270号方の橋薗ケ谷線 : 掛川市千羽（千羽交差点）
- 静岡県道39号掛川川根線・静岡県道254号掛川停車場線 : 掛川市掛川（北門交差点）
- 静岡県道37号掛川浜岡線・静岡県道373号原里大池線 : 掛川市二瀬川（二瀬川交差点）
- 静岡県道253号掛川袋井線 : 掛川市大池（大池橋交差点）
- 静岡県道40号掛川天竜線 : 掛川市大池（大池西交差点）
- 国道1号（掛川バイパス・袋井バイパス） : 掛川市沢田

### 沿線
- 道の駅掛川